# Castejón de Valdejasa
Castejón de Valdejasa (aragónul Castellón de Val de Chasa) település Spanyolországban,  Zaragoza tartományban. Castejón de Valdejasa Tauste, Ejea de los Caballeros, Luna, Sierra de Luna, Zuera és Zaragoza községekkel határos. Lakosainak száma 198 fő (2024).

## Népesség
A település népessége az utóbbi években az alábbiak szerint változott:
| Lakosok száma | 331  | 315  | 289  | 290  | 257  | 237  | 221  | 210  | 209  | 198  |
|               | 2001 | 2004 | 2007 | 2009 | 2012 | 2014 | 2017 | 2019 | 2022 | 2024 |